# 454生物科学
454生物科学（英語：454 Life Sciences）是位于美国康涅狄格州的生物技术公司。他们的主要产品是高通量DNA测序技术。

## 技术
454使用的是一种类似焦磷酸测序法的创新的DNA测序方法。他们于2003年向GenBank提交了一个腺病毒全序列，使得他们的技术成为桑格测序法后第一个被用来测生物基因组全序列的新方法。他们的方法有着相当高的读取速度，大约为5小时可以测两千万碱基对。

## 优点和缺点
454的技术的最大优点在于，读取速度很高，而且成本相对很低。富含G-C的区域也不会影响测序效果。但是每个读取过程只能获得大约100碱基对的长度，使得从大量DNA序列片段到组装好的基因组全序列的过程变得很艰难，特别是当被测生物基因组里面有大量重复序列的时候。同时该方法处理比较长的同聚物时也有自身的问题，例如很难以高的可信度将7个A和8个A区分开来。